# Сильвія Ольга Федорук
Си́львія О́льга Федору́к (англ. Sylvia Olga Fedoruk; 5 травня 1927, Канора — 26 вересня 2012, Саскатун) — лікарка, фахівець з лікування раку. Ректор Саскачеванського університету, лейтенант-губернаторка провінції Саскачеван.

## Біографія
Навчалася в Саскачеванському університеті.
Науковиця у галузі досліджень медичної фізики (діагностика ракових захворювань). Професор онкології, асоційована член-фізик Університету Саскачевану.
Сильвія Федорук — учасниця розробки першого у світі апарата «Кобальт-60» та одного з перших ядерних медичних сканерів. 15 років була членом Канадської Ради з контролю атомної енергії, консультанткою з ядерної медицини в міжнародному агентстві атомної енергії у Відні. 35 років працювала в Саскатунській раковій клініці (головною медичною фізикинею). Член Саскачеванського ракового товариства (директор фізичної служби).
Доктор Федорук — ректор Саскачеванського університету (1986—1991). У 1988—1994 — лейтенант-губернаторка провінції Саскачеван. Кавалерка Ордена Канади (1987) і Почесний доктор Віндзорського університету.
З 1986 року встановлена премія імені Сильвії Федорук в галузі медичної фізики «За найкращу наукову статтю». Цього ж року Федорук названа «Жінкою року», нагороджена орденом «За заслуги» — вищою нагородою провінції Саскачеван.